# Casal do Lobo
Casal do Lobo é um lugar semi-urbano, com algumas características rurais, da freguesia de Santo António dos Olivais, no concelho de Coimbra, Portugal.
Segundo reza a memória, "Casal do Lobo" terá uma de duas origens: os primeiros habitantes foram um casal que tinha de apelido Lobo, ou havia no local um casal de lobos, muito vorazes. Conta a lenda que o casal de lobos que lá viviam eram muito ferozes mas quando uma pequena família decidiu lá se instalar perderam o seu filho mais novo Afonso. Algumas horas depois de ter sido perdido, o pequeno bebé foi encontrado e adoptado pela família de lobos. Tempo depois Afonso já se encontrava crescido e já com 12 anos de idade e o casal de lobos já não podia cuidar mais dele. Então, deixaram-no à porta da pequena casa em que a pequena família constituída por dois filhos e sua mãe, pois o seu pai morrera pouco tempo depois do desaparecimento de seu filho, viviam. O menino batera à porta e ficara com a sua família verdadeira. Mas todas as noites Afonso uivava à sua família adoptiva para dizer que estava bem.[carece de fontes?]